# 加賀溫泉鄉
加賀溫泉鄉（日语：／ Kaga Onsenkyō */?），是日本石川縣加賀市與小松市多處溫泉街的總稱。

## 概要
加賀溫泉鄉主要是小松市的粟津溫泉，以及加賀市的片山津溫泉、山代溫泉、山中溫泉，這四處溫泉又合稱「加賀四湯」。
因地理因素，加賀溫泉鄉又被評為「關西的奧座敷」。
溫泉鄉內多處已停業的旅館被連鎖平價飯店收購而再生。

## 溫泉地
- 粟津溫泉
  - 具有1300年歷史，奈良時代的僧人泰澄發現而流傳，養老2年（718年）開業，現今仍營業中的溫泉旅館「法師」是這處溫泉最古老的旅館。
- 片山津溫泉
  - 位於加賀市市中心北方的柴山潟，同時為歡樂街而知名。承応2年（1653年）發現，進入明治時代後開始發展，為四處溫泉中歷史最短的。
- 山代溫泉
  - 為北陸3縣最大的溫泉街，位處加賀四湯中的中心位置。具有1300年以上歷史，有著八咫烏開湯傳說。北大路魯山人與与謝野晶子等多個文人曾到訪。
- 山中溫泉
  - 據說是奈良時代僧人行基開湯，具有1300年歷史，另外也有平安時代末期武將長谷部信連開湯的傳說。蓮如與松尾芭蕉等名人曾在此住宿。

## 外部連結
- （日語）加賀温泉郷 （页面存档备份，存于）
- （日語）レディー・カガ公式サイト （页面存档备份，存于）
- （日語）加賀四湯博 （页面存档备份，存于）
- （日語）加賀温泉郷フェス （页面存档备份，存于）
- （日語）北陸・加賀温泉郷の観光・旅行情報サイト「KAGA旅・まちネット」 （页面存档备份，存于） - 加賀市観光交流機構によるWebサイトのため小松市の粟津温泉は掲載されていない
- （日語）粟津温泉観光協会 （页面存档备份，存于）
- （日語）片山津温泉観光協会 （页面存档备份，存于）
- （日語）山代温泉観光協会 （页面存档备份，存于）
- （日語）山中温泉観光協会 （页面存档备份，存于）